# Adolfo Valencia
Adolfo Valencia född 6 februari 1968 i Buenaventura, Colombia, är en före detta colombiansk fotbollsspelare som spelade som anfallare. Han har representerat Colombia i VM 1994, samt VM 1998. I VM 1994 gjorde Valencia 2 mål, ett mot Rumänien och ett mot USA. Fast VM 1994 skulle sluta med en katastrof för Valencia och för hela det colombianska landslaget, de förlorade de första två matcherna och vann sedan den sista men åkte ur gruppen, men det värsta av allt var att Colombias back Andrés Escobar som gjorde självmål mot USA blev förklarad som syndabock av några män som satsat pengar på matchen, förlorat och sedan så blev Escobar skjuten till döds, ett människoliv hade det kostat. I VM 1998 blev det inget större väsen för Valencia och Colombia då de också förlorade två matcher och vann den tredje och åkte ur gruppen.